# Rottelsheim
Rottelsheim é uma comuna francesa na região administrativa de Grande Leste, no departamento Baixo Reno. Estende-se por uma área de 2,38 km². Em 2010 a comuna tinha 311 habitantes (densidade: 130,7 hab./km²).